# Мохаммад Реза Ханзадег
Мохаммад Реза Ханзадег (перс. محمدرضا خان‌زاده‎, нар. 20 січня 1992, Тегеран) — іранський футболіст, захисник клубу «Падіде».
Виступав, зокрема, за клуб «Рах Ахан», а також національну збірну Ірану.

## Клубна кар'єра
Вихованець клубу «Рах Ахан», з 2009 року був у заявці першої команди, але лише 14 лютого 2012 року дебютував за першу команду в матчі проти клубу «Санат Нафт». Всього до кінця сезону зіграв за «Рах Ахан» 9 матчів.
Влітку 2012 року став гравцем «Персеполіса», де не був основним, тому здавався в оренду в «Зоб Ахан», а згодом виступав за клуби «Фулад» та «Сіяд Джамеган».
До складу клубу «Падіде» приєднався влітку 2017 року. Станом на 7 червня 2018 року відіграв за мешхедську команду 25 матчів в національному чемпіонаті.

## Виступи за збірну
З 2006 року грав за юнацькі збірні Ірану різних вікових категорій. З командою до 22 років був учасником молодіжного чемпіонату Азії 2014 року, а з командою до 23 років брав участь у футбольному турнірі Азійських ігор в Інчхоні того ж року.
9 грудня 2012 року дебютував у складі збірної Ірану у матчі чемпіонату Федерації футболу Західної Азії проти збірної Саудівської Аравії (0:0).
Згодом у складі збірної був учасником кубка Азії з футболу 2015 року в Австралії, чемпіонату світу 2018 року у Росії.

## Титули і досягнення
- Володар Кубка Ірану (1):

Трактор Сазі: 2019-20